# عزبة البوصة
قرية عزبة البوصة هي إحدى القرى التابعة لمركز أبو تشت في محافظة قنا في جمهورية مصر العربية. حسب إحصاءات سنة 2006، بلغ إجمالي السكان في عزبة البوصة 11296 نسمة، منهم 5633 رجل و5663 امرأة.